# Andowiak mysi
Andowiak mysi (Thomasomys ucucha) – gatunek ssaka z podrodziny bawełniaków (Sigmodontinae) w obrębie rodziny chomikowatych (Cricetidae).

## Zasięg występowania
Andowiak mysi znany jest tylko z grzbietu wschodnich Andów w północno-środkowym Ekwadorze (Carchi, Pichincha i Napo).

## Taksonomia
Gatunek po raz pierwszy zgodnie z zasadami nazewnictwa binominalnego opisał w 2003 roku amerykański teriolog Robert S. Voss nadając mu nazwę Thomasomys ucucha. Holotyp pochodził z wysokości 11 100 ft (3383 m) w dolinie rzeki Papallacta (około 3-5 km szlakiem NNW Papallacta), w prowincji Napo, w  Ekwadorze. 
Autorzy Illustrated Checklist of the Mammals of the World uznają ten takson za gatunek monotypowy.

### Etymologia
- Thomasomys: Oldfield Thomas (1858–1929), brytyjski zoolog, teriolog; gr. μυς mus, μυος muos „mysz”[7].
- ucucha: lokalna nazwa ucucha oznaczająca w keczua mysz[2].

## Morfologia
Długość ciała (bez ogona) 94–109 mm, długość ogona 122–151 mm, długość ucha 17–20 mm, długość tylnej stopy 26–30 mm; masa ciała 24–46 g. 

## Siedlisko
Zamieszkuje wysokości między 3350 a 3700 m n.p.m.. Andowiak mysi występuje w ekotonie między paramo, a lasem, zamieszkuje też trawiaste polany otoczone lasem i górskie lasy deszczowe. Większość schwytań zanotowano na ziemi, na ścieżkach przebiegających przez gęste trawy bądź niskie zioła i wzdłuż wilgotnych brzegów strumieni. Razem z andowiakiem mysim chwytane w tych samych siedliskach były: andowiak cynamonowy (Thomasomys cinnameus), andowiak paciorkooki (T. baeops), andowiak paramoński (T. paramorum), andowiak wędrowny (T. erro), andowiak złocisty (T. aureus), kolumbiak leśny (Chilomys instans), ryżowiaczek wyżynny (Microryzomys altissimus), ryżowiaczek leśny (M. minutus), rybołapek górski (Neusticomys monticolus), rybojadek równikowy (Anotomys leander), trawniak ekwadorski (Neomicroxus latebricola) i trawniak puszysty (Akodon mollis).

## Populacja
Gatunek jest znany z jednego miejsca, w którym gryzonie te są często chwytane.

## Zagrożenia
Główne zagrożenia to wylesianie, fragmentacja siedliska i rolnictwo.